# كارين تاناكا
كارين تاناكا (بالإنجليزية: Karen Tanaka)‏ هي عازفة بيانو وملحنة أمريكية، ولدت في 7 أبريل 1961 في طوكيو في اليابان.

## وصلات خارجية
- كارين تاناكا على موقع IMDb (الإنجليزية)
- كارين تاناكا على موقع ميوزك برينز (الإنجليزية)
- كارين تاناكا على موقع ديسكوغز (الإنجليزية)